# 卡门卡区
卡门卡区（羅馬尼亞語：Raionul Camenca），是德涅斯特河沿岸的一个区。区治是卡门卡。该区下辖卡门卡镇和12个市镇（加上小村庄，共23个地方）。